# Vourgaréli
Vourgaréli, en grec moderne : Βουργαρέλι, est un village du dème des Tzoumerka-Centrales, district régional d'Árta, en Épire, Grèce.
Selon le recensement de 2011, la population du village compte 301 habitants.
La localité abrite une église byzantine du XIIIe siècle connue localement sous le nom d'« église rouge ». Elle accueille également un centre d'information pour les visiteurs du parc national de Tzoumérka-Achelóos-Ágrafa-Météores.